# Кшищево
Кшищево (пол. Krzyszczewo) — село в Польщі, у гміні Ґнезно Гнезненського повіту Великопольського воєводства.
Населення — 80 осіб (2011).
У 1975-1998 роках село належало до Познанського воєводства.

## Демографія
Демографічна структура станом на 31 березня 2011 року:
|          | Загалом | Допрацездатний вік | Працездатний вік | Постпрацездатний вік |
| -------- | ------- | ------------------ | ---------------- | -------------------- |
| Чоловіки | 43      | 10                 | 32               | 1                    |
| Жінки    | 37      | 5                  | 25               | 7                    |
| Разом    | 80      | 15                 | 57               | 8                    |